# Sapromyza rhodesiella
Sapromyza rhodesiella är en tvåvingeart som beskrevs av Charles Howard Curran 1938. Sapromyza rhodesiella ingår i släktet Sapromyza och familjen lövflugor.
Artens utbredningsområde är Zimbabwe. Inga underarter finns listade i Catalogue of Life.